# Hallirhotius
Hallirhotius is een geslacht van kevers uit de familie bladkevers (Chrysomelidae).
De wetenschappelijke naam van het geslacht werd in 1888 gepubliceerd door Martin Jacoby.

## Soorten
- Hallirhotius achardi (Laboissiere, 1922)
- Hallirhotius africanus Jacoby, 1888
- Hallirhotius bayoni (Laboissiere, 1929)
- Hallirhotius concinnus Weise, 1912
- Hallirhotius flavomarginatus (Jacoby, 1882)
- Hallirhotius nigripennis Laboissiere, 1940
- Hallirhotius quafrimaculatus Weise, 1902